# Фиссас, Павлос
Павлос Фиссас (греч. Παύλος Φύσσας, 10 апреля 1979, Перама — 18 сентября 2013, Керацини) — греческий музыкант, выступавший под псевдонимом Killah P, гражданский активист антифашистского толка. Убит неонацистским боевиком «Золотой зари».

## Биография
Родился 10 апреля 1979 года в Пераме. Его отец работал на судоремонтном заводе. Там же после окончания школы в 1998—2003 годах работал и Павлос Фиссас. Затем занимался более активно музыкой.
В музыке выражал своё отношение к беженцам, мигрантам, насилию, убийству Карло Джулиани (2001) и убийству Александроса Григоропулоса (2008). Политически примыкал к леворадикальной коалиции АНТАРСИЯ, занимал активную антифашистскую позицию. Открыто выступал против неонацистских дружин, нападавших на иммигрантов в пригородах Афин.
Убит в ночь на 18 сентября 2013 года в драке у кафе в Керацини, где музыкант смотрел футбольный матч с друзьями. Приехавшие на место происшествия полицейские из мотоциклетной группы «ДИАС» не вмешались.
Похоронен 19 сентября в Керацини на кладбище Схистос.

## Реакция на убийство
Убийство осудили все парламентские партии. Парламент почтил минутой молчания память музыканта. 19 сентября 2013 года парламент Республики Кипр осудил убийство и отправил письмо семье Фиссаса. В крупных городах в тот же день прошли демонстрации. В Салониках, Ираклионе, Ханье, Патрах, Ксанти и Каламате протестующие пытались вломиться в офисы «Золотой зари». В Керацини и Никее массовые митинги закончились беспорядками.

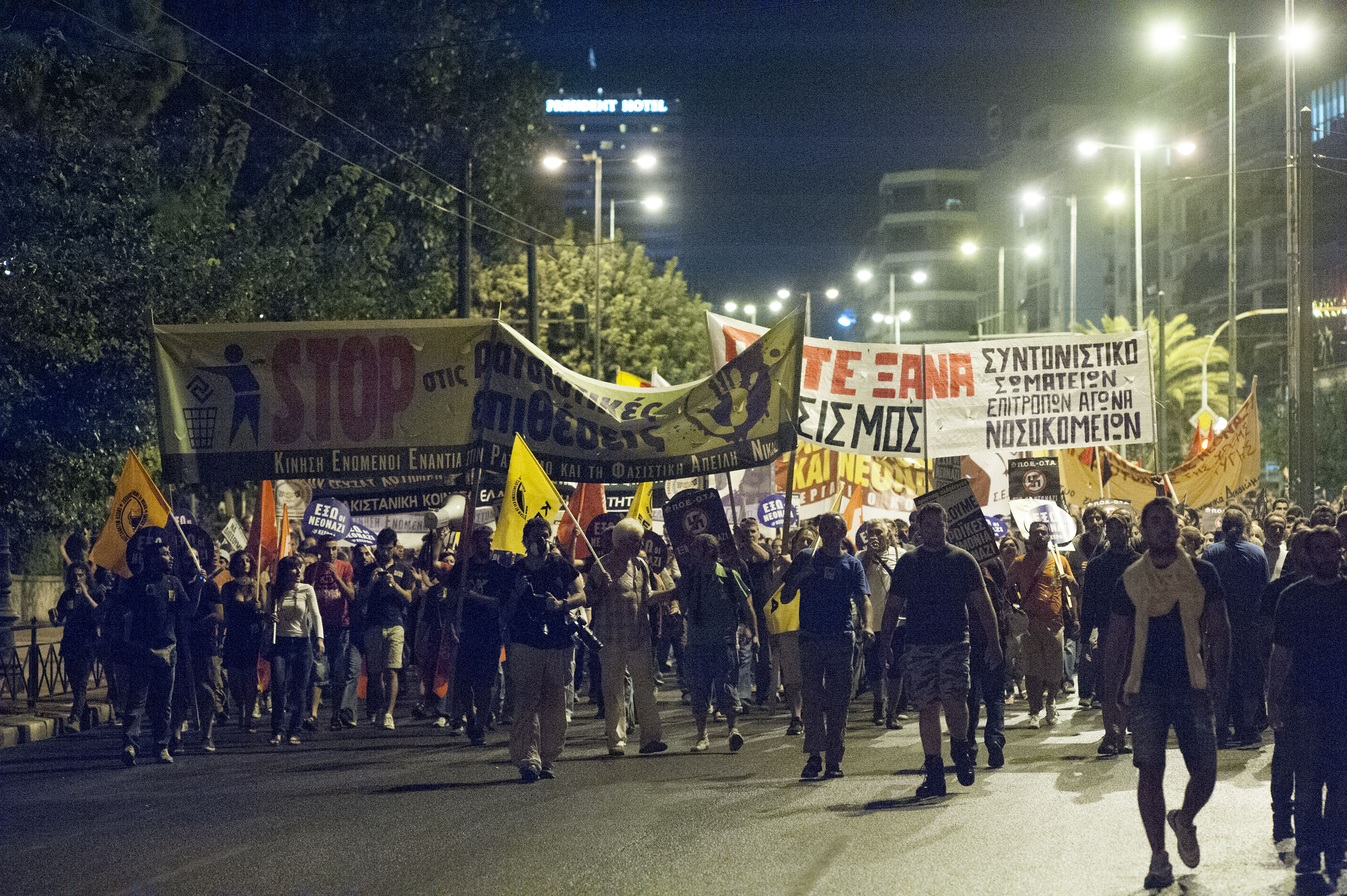
Антифашистский митинг 25 сентября 2013 года в Афинах

25 сентября 2013 года прошёл большой антифашистский митинг, организованный Конфедерациями профсоюзов частного (ГССЕ) и государственного (АДЕДИ) секторов, и марш к штаб-квартире партии «Золотая заря» на проспекте Месойон.

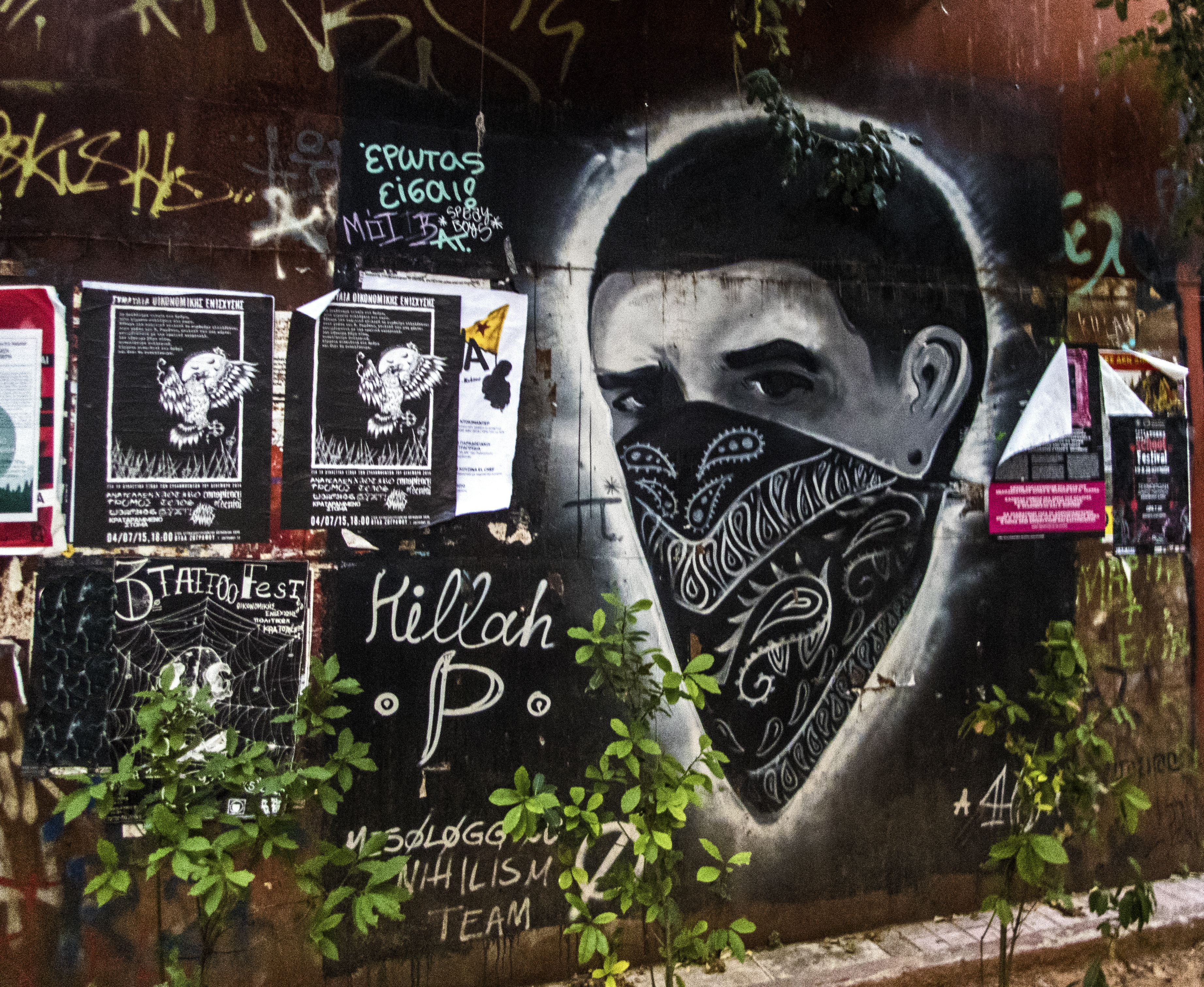
Граффити в районе Экзархия

Демонстрации прошли в Париже, в Барселоне, в Валенсии и других европейских городах.

## Суд над обвиняемыми в убийстве
По обвинению в умышленном убийстве и незаконном ношении оружия был арестован 45-летний волонтёр партии «Золотая заря» Йоргос Рупакиас (Γιώργος Ρουπακιάς), ударивший Фиссаса ножом в область сердца. Проверка полицией телефонных переговоров членов «Золотой зари» показала, что убийца Фиссаса разговаривал с Йоргосом Пателисом (Γιώργος Πατέλης), руководителем «Золотой зари» в Никее. В ходе судебного разбирательства Иоаннис Аггос (Ιωάννης Άγγος), член «Золотой зари» в Никее признался, что увидел Фиссаса в кафе и сообщил об этом коллеге по партии Иоаннису Казандзоглу (Ιωάννης Καζαντζόγλου). Последовала серия звонков, которая привела к нападению на музыканта. 28 сентября был арестован Николаос Михалолиакос, лидер «Золотой зари» и будущий евродепутат Яннис Лагос. Всего осенью 2013 года было арестовано 22 члена партии, в том числе 6 депутатов парламента, включая Христоса Паппаса, по обвинению в организации преступного сообщества, убийстве, вооруженном нападении и отмывании денег. 
В феврале 2015 года 70 членов партии — 18 нынешних и бывших депутатов и ещё 52 членов партии, многие из которых принадлежат к партийным ячейкам в Никее, Пераме и Пирее, обвинены в принадлежности к преступной группировке. Из 70 человек 26 временно задержаны. Дело против «Золотой зари» включает кроме убийства Фиссаса ещё несколько преступлений, включая нападение 10 июля 2013 года на общественный центр «Синерьо» («Συνεργείο») в Ильюполисе. 13 сентября евродепутат Яннис Лагос и депутат Никос Михос получили условные сроки за нападение на общественный центр, ещё четыре члена «Золотой зари» получили срок 11 месяцев, ещё один — 5 месяцев. 20 марта 2015 года Михалолиакос был выпущен из тюрьмы в связи с истечением предельного срока предварительного содержания под стражей (18 месяцев). 6 ноября 2019 года Михалолиакос дал показания в суде.
7 октября 2020 года Апелляционный суд в Афинах (Εφετείο Αθηνών) признал партию «Золотая заря» преступной организацией. Никос Михалолиакос и ещё шесть человек признаны виновными в руководстве организованной преступной группой, 15 человек — в соучастии в сговоре с целью убийства Павлоса Фиссаса. Суд также признал Йоргоса Рупакиаса виновным в убийстве Павлоса Фиссаса. Рупакиас признал вину. 14 октября Апелляционный суд приговорил Георгиоса Рупакиаса к пожизненному сроку за убийство Павлоса Фиссаса. 22 октября суд вынес окончательное решение в отношении Рупакиаса и 13 его соучастников, они отправлены в тюрьму. Йоргос Пателис, руководитель «Золотой зари» в Никее и Иоаннис Казандзоглу получили 10 лет, Иоаннис Аггос и ещё девять человек — 9 лет, ещё два человека — 7 лет.

## Память
В 2014 году на месте убийства установлен памятник. Именем музыканта названа улица в Керацини (Οδός Παύλου Φύσσα).